# Adriano Emperado
Adriano D. Emperado (* 16. Juni 1926 in Honolulu, Hawaii-Territorium; † 4. April 2009 auf Maui) ist der Gründer der Kampfsportart Kajukenbo.
Emperado wuchs in einem Armenviertel von Honolulu auf. Er erhielt sein Martial-Arts-Training von William K. S. Chow und dessen Lehrer James Mitose. Von diesen Lehren erhielt er am 10. August 1950 den Rang des 5. Grad Schwarzgurt. 1951 nahm er am Fortgeschrittenen-Training (für Lehrer) bei James Mitose teil. Dieser Unterricht fand in James Mitoses Residenz statt und im Gym in der Emma Street, das dann als offizieller Selbstverteidigungs Club bekannt wurde. 1952 erhielt er von Mitose seinen Lehrerstatus. Vom (späteren) Professor Lum und den (existierenden) Professoren Kamfu, Wong und Lau - King von der chinesischen Physical Gesellschaft von Hawaiʻi wurde Emperado der Titel „Professor“ verliehen.
Adriano Emperado erwarb Anerkennung durch das Trainieren von tausenden Männern, Frauen und Kindern in den verschiedenen Arten der Selbstverteidigung, durch die praktische Anwendung der Martial Arts. Er unterrichtete u. a. Armeepersonal und die Polizei von Honolulu.